# والتر (بازیکن فوتبال، زاده ۱۹۱۲)
والتر (پرتغالی: Walter; ۱۷ ژوئیهٔ ۱۹۱۲ – ۱۳ نوامبر ۱۹۵۱) بازیکن فوتبال اهل برزیل بود.
از باشگاه‌هایی که در آن بازی کرده‌است می‌توان به باشگاه ورزشی واسکو دوگاما، باشگاه فوتبال فلامینگو، باشگاه فوتبال آمریکا (ریو دو ژانیرو)، باشگاه فوتبال سانتوس، و باشگاه ورزشی بانگو اشاره کرد.
وی همچنین در تیم ملی فوتبال برزیل بازی کرده‌است.